# Delosperma clavipes
Delosperma clavipes är en isörtsväxtart som beskrevs av Lavis. Delosperma clavipes ingår i släktet Delosperma, och familjen isörtsväxter. Inga underarter finns listade i Catalogue of Life.